# اچ‌ام‌اس فنسر (دی۶۴)
اچ‌ام‌اس فنسر (دی۶۴) (به انگلیسی: HMS Fencer (D64)) یک کشتی است که طول آن ۴۹۱ فوت ۶ اینچ (۱۴۹٫۸۱ متر) می‌باشد. این کشتی در سال ۱۹۴۲ ساخته شد.